# Ciwaruga
Ciwaruga is een bestuurslaag in het regentschap Bandung Barat van de provincie West-Java, Indonesië. Ciwaruga telt 16.818 inwoners (volkstelling 2010).